# Пантеон (Париз)
Пантеон је зграда која се налази у Латинској четврти у Паризу. Направљена је као црква посвећена Светој Геновеви и као место за скупљање свих њених реликвија. Међутим након неколико промена зграда је данас најпознатији маузолеј у којем је сахрањен велики број познатих личности из француске историје.

## Изградња
Краљ Луј 15. је 1744. године обећао да ће уколико оздрави, постојећи руинирани манастир Свете Геновеве заменити велелепном грађевином. Света Геновева важи за заштитницу Париза те је стога објекат морао бити достојан ове светице. Пошто је оздравио 1755. године, наредио је да се радови на пројекту и изградњи започну. Жак Жерман Суфло је осмислио цркву и после две године изградња је започета.
Темељи су постављени 1758. године. Међутим, због економске кризе у Француској радови су текли споро. 1780. године главни архитекта Суфло је умро и замена је нађена у његовом ученику Жан Батист Рондолеу. Реконструкција је коначно завршена 1790. године.

## Карактеристике
Црква је осмишљена тако да се у основи налази крст са масивним тремом над коринтским стубовима. Овај веома амбициозан пројекат учинио је да грађевина буде огромних димензија: дужине 110 m, ширине 84 m и висине 83 m. Огромна купола је саграђена од камена везаног гвозденим арматурама и прекривена оловним облогама.

## Маузолеј
Након смрти популарног француског говорника и државника Онора Габријела Рекетија, Народна уставотворна скупштина је одлучила да се промени намена зграде. Уместо цркве одлучено је да ово буде маузолеј за сахрану заслужних грађана. Управо је Рикети био прва особа сахрањена у овом маузолеју и то 4. априла 1791. године. У Пантеону је сахрањен велики број интелектуалаца и знаменитих људи Париза и читаве Француске. На самом улазу се налази натпис AUX GRANDS HOMMES LA PATRIE RECONNAISSANTE, што би у преводу значило „За велике људе велика кућа“. Ево најзначајнијих имена чије мошти почивају у овом маузолеју:
| Година сахране у Пантеону | Име               | Напомене                                                      |
| ------------------------- | ----------------- | ------------------------------------------------------------- |
| 1791.                     | Оноре Мирабо      |                                                               |
| 1791                      | Волтер            |                                                               |
| 1794.                     | Жан Пол Мара      |                                                               |
| 1795.                     | Жан Жак Русо      |                                                               |
| 1813.                     | Жозеф Луј Лагранж |                                                               |
| 1885.                     | Виктор Иго        |                                                               |
| 1908.                     | Емил Зола         |                                                               |
| 1952.                     | Луј Брај          | Мошти су пренесене након једног века од његове смрти          |
| 1995.                     | Пјер Кири         | Марија и Пјер су сахрањени у крипти априла 1995. године       |
| 1995.                     | Марија Кири       | Друга жена сахрањена у Пантеону, због њених доприноса у науци |